# Дом Керена (Таганрог)
Дом Керена — памятник истории, культуры и архитектуры местного значения, который был построен в XIX веке по улице Шмидта, 12 в городе Таганроге Ростовской области
.

## История
Дом по проекту архитектора Дюпон де Ларю в стиле классицизма был построен в начале XIX века по улице Шмидта, 12. За более, чем двухсотлетнюю историю, особняк много раз менял владельцев и свое предназначение. В 1810 году здание стало собственностью Павла Даро, который по сохранившимся данным, на постоянной основе проживал в другом городе. С 1890 по 1906 год недвижимость была собственностью итальянского поданного Ивана Руффо, а с 1915 года принадлежала уже бельгийскому поданному Виктору Вильгельму Керен. Затем в этом доме некоторое время проживал бельгийский консул. В 1992 году объект признали памятником архитектуры, истории и культуры местного значения.

## Описание
Дом одноэтажный, он был спроектирован с учетом подвала для хранения зерна. Фасад дома поделен на три части, которые отличаются друг от друга архитектурными приемами. Четыре полуколонны выделяют центральную часть фасада, они поддерживают фронтон с карнизом, который украшают сухарики. Общий тяговый карниз располагается над боковыми окнами, а окнами по центру декорированы филёнчатым украшением. Парадный вход в дом располагался не по центру, а слева.

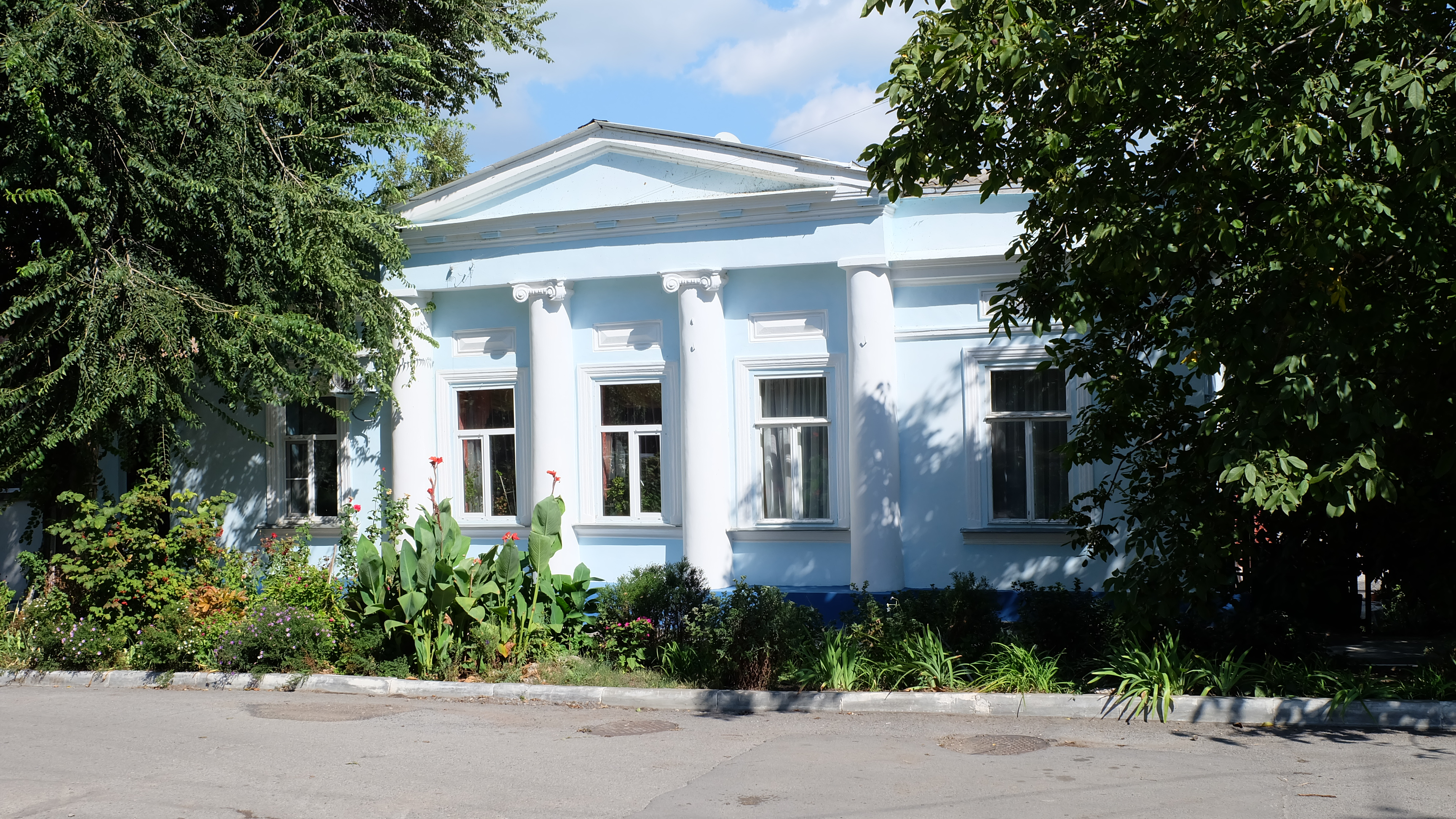